# Chrysosoma leopoldi
Chrysosoma leopoldi är en tvåvingeart som beskrevs av Octave Parent 1932. Chrysosoma leopoldi ingår i släktet Chrysosoma och familjen styltflugor. Inga underarter finns listade i Catalogue of Life.